# Antonio Trevín
Antonio Ramón María Trevín Lombán (Avilés, Asturias, 27 de febrero de 1956-Llanes, Asturias, 23 de julio de 2025) fue un profesor y político socialista español. Fue presidente del Principado de Asturias entre 1993 y 1995 y, como tal, formó parte del Consejo de Comunidades Asturianas.

## Trayectoria política

### Inicios
Maestro, fue profesor de Educación General Básica, profesión que ejerció por primera vez en las escuelas de Hontoria y Purón, en Llanes. En 1982 se afilió al PSOE y formó parte de la candidatura de ese partido al ayuntamiento de Llanes en las elecciones municipales de 1983. Fue elegido concejal y portavoz del grupo municipal Socialista.
Entre 1985 y 1987 fue director provincial de Educación, siendo consejero de Educación, Cultura y Deporte Manuel Fernández de la Cera.
En las elecciones municipales de mayo de 1987, encabezó la candidatura del PSOE al ayuntamiento de Llanes, resultando elegido alcalde con mayoría absoluta. En 1991, repitió candidatura y triunfó, compaginando el cargo de alcalde con el de diputado en la Junta General del Principado, ya que había formado parte de la candidatura del PSOE en las elecciones autonómicas por la circunscripción oriental.

### Presidente del Principado de Asturias
En 1993, el escándalo del Petromocho, hizo que el entonces presidente del Principado, Juan Luis Rodríguez-Vigil dimitiese, lo que hizo que el grupo Socialista en la Junta General del Principado presentase la candidatura de Antonio Trevín como presidente del Principado, resultando investido. Las nuevas responsabilidades le hicieron dimitir como alcalde de Llanes.
En las elecciones autonómicas de 1995, encabezó la candidatura del PSOE a la Junta General del Principado, siendo derrotado por la del Partido Popular encabezada por Sergio Marqués. Tras cuatro años como líder de la oposición, encabeza de nuevo en 1999 la candidatura del PSOE al ayuntamiento de Llanes, resultando elegido alcalde y revalidando el cargo tras las municipales de 2003.

### Delegado del Gobierno en Asturias
En mayo de 2004, tras la victoria del PSOE en las elecciones generales de 2004, fue nombrado delegado del Gobierno de España en Asturias cargo que desempeñó hasta 2011 cuando dimitió para ser cabeza de lista por Asturias en las generales, en las que obtuvo escaño.
Dentro de órganos internos del PSOE, desde 1994 fue miembro del Comité Federal y formó parte de la Comisión permanente del Consejo Escolar del Estado, siendo ponente de la LOGSE. Asimismo, coordinó la Comisión de Educación de la Federación Española de Municipios y Provincias.

### Retorno a la política local
En febrero de 2022, Antonio Trevín anunció su decisión de volver a la política local de Llanes, municipio del que fue alcalde hasta 2004, presentándose a las primarias a secretario general del PSOE local. La agrupación socialista de la localidad se encontraba descabezada desde hacía un año, después de que el entonces secretario general, José Herrero, dimitiera tras ser condenado por prevaricación administrativa durante su etapa en el gobierno municipal.
Trevín ganó las primarias frente a su único competidor, el diputado autonómico Ángel Morales, por 123 votos a 94. En septiembre de ese año fue confirmado como candidato socialista a las elecciones municipales de 2023.
En dichas elecciones alcanzó los 8 concejales, a uno de la mayoría absoluta, lo que permitió un pacto entre Vecinos por Llanes y PP.
Antonio Trevín dejó su acta de concejal, aunque no dejó la política, continuando como secretario general del PSOE en el municipio.

## Vida personal
El 4 de enero de 2025 anunció que padecía cáncer de páncreas.

## Cargos desempeñados
- Concejal en el ayuntamiento de Llanes. (1983-1985)
- Director provincial de Educación de Asturias. (1985-1987)
- Concejal en el ayuntamiento de Llanes. (1987-1993)
- Alcalde de Llanes. (1987-1993)
- Diputado en la Junta General del Principado de Asturias. (1991-1999)
- Presidente del Principado de Asturias (1993-1995)
- Presidente del grupo socialista en la Junta General del Principado de Asturias. (1995-1999)
- Concejal en el ayuntamiento de Llanes. (1999-2004)
- Alcalde de Llanes. (1999-2004)
- Delegado del Gobierno en la comunidad autónoma del Principado de Asturias. (2004-2011)
- Diputado por Asturias en el Congreso de los Diputados. (2011-2017)[8]